# شبکه زمرد
شبکه زمرد (به انگلیسی: Emerald network)، شبکه‌ای از منطقه ویژه حفاظت برای حفاظت از گیاگان و زیاگان وحشی و زیستگاه‌های طبیعی آنها در اروپا است که در سال ۱۹۸۹ توسط شورای اروپا به عنوان بخشی از کار خود تحت کنوانسیون حفاظت از حیات وحش اروپا راه‌اندازی شد. زیستگاه‌های طبیعی یا کنوانسیون برن که در ۱ ژوئن ۱۹۸۲ لازم‌الاجرا شد. باید در هر طرف متعاهد یا کشور ناظر کنوانسیون ایجاد شود.
کنوانسیون برن توسط ۴۶ کشور عضو شورای اروپا به همراه اتحادیه اروپا، موناکو، بورکینافاسو، مراکش، تونس و سنگال امضا شده‌است. الجزایر، بلاروس، بوسنی و هرزگوین، کیپ ورد، واتیکان، سن مارینو و روسیه از جمله کشورهای غیر امضاکننده هستند که در جلسات کمیته دارای وضعیت ناظر هستند.